# Jacek Włuka
Jacek Włuka (ur. 8 października 1983) – polski lekkoatleta specjalizujący się w skoku o tyczce, medalista mistrzostw Polski.

## Życiorys
W młodości trenował gimnastykę sportową, w barwach Tęczy Łódź. Jako lekkoatleta reprezentował barwy AZS-AWFiS Gdańsk. Na mistrzostwach Polski seniorów wywalczył dwa brązowe medale w skoku o tyczce: w 2002 i 2004. W tej samej konkurencji zdobył też brązowy medal halowych mistrzostw Polski seniorów w 2004.
W 2006 został mistrzem Polski amatorów w siłowaniu się na rękę, w kategorii 95 kg.
Jest trenerem gimnastyki sportowej.
Rekord życiowy w skoku o tyczce: 5,11 (23.06.2004).